# Urakami

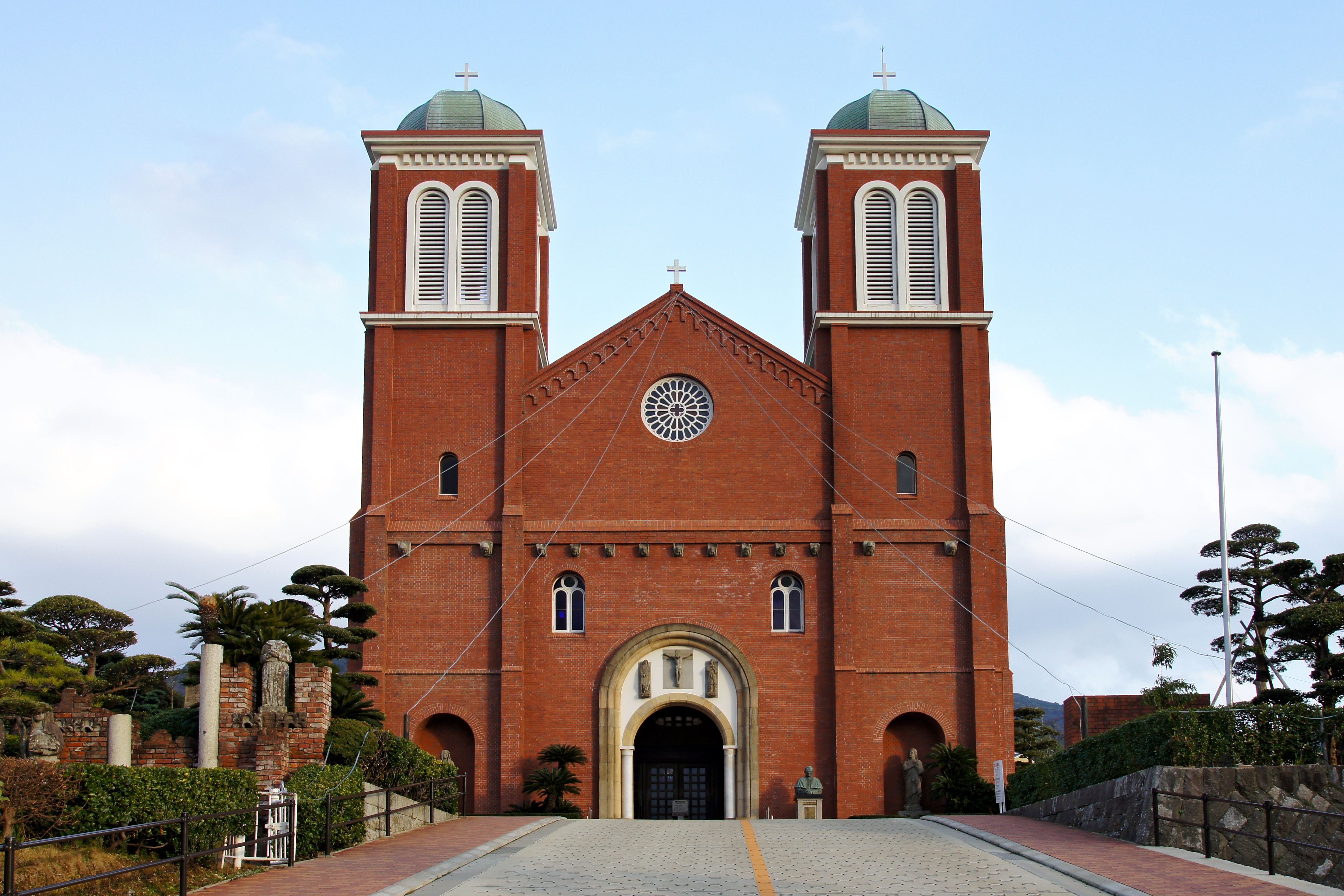
La Cattedrale di Santa Maria di Urakami

Urakami è il quartiere nord della città di Nagasaki, nella cui municipalità è stato inglobato nel 1920. Sorge sulla sponda orientale dell'omonimo fiume Urakami.

## Storia

### XVII-XIX secolo
Quando nel XVII secolo iniziarono in Giappone le persecuzioni contro i cristiani, i fedeli di Nagasaki non disposti ad abiurare trovarono rifugio in villaggi e isole alla periferia della città.
Nel corso dei secoli il popolo dei Cristiani Nascosti che viveva in clandestinità a Urakami venne scoperto e andò incontro per quattro volte (1792, 1839, 1856, 1868-1873) a delle cruente retate che esitarono in violente persecuzioni. L'ultima si verificò quando i Cristiani Nascosti di Urakami si rivelarono ai sacerdoti francesi cattolici che avevano fatto ritorno in Giappone dopo oltre due secoli di interdizione. Dei circa 3000 cristiani deportati in occasione di quest'ultima persecuzione, un gruppo di 153 venne confinato a Tsuwano, presso il Passo della Vergine (oggi prefettura di Hiroshima). Trentasette di costoro furono martirizzati e per loro è ad oggi in corso il processo di beatificazione e canonizzazione.
Dopo aver ottenuto la libertà alla professione della fede cristiana, a Urakami costruirono la grande chiesa di Santa Maria Immacolata, principale luogo di culto cattolico di Nagasaki. La costruzione durò dal 1895 al 1914, mentre nel 1925 furono completati i due campanili gemelli.

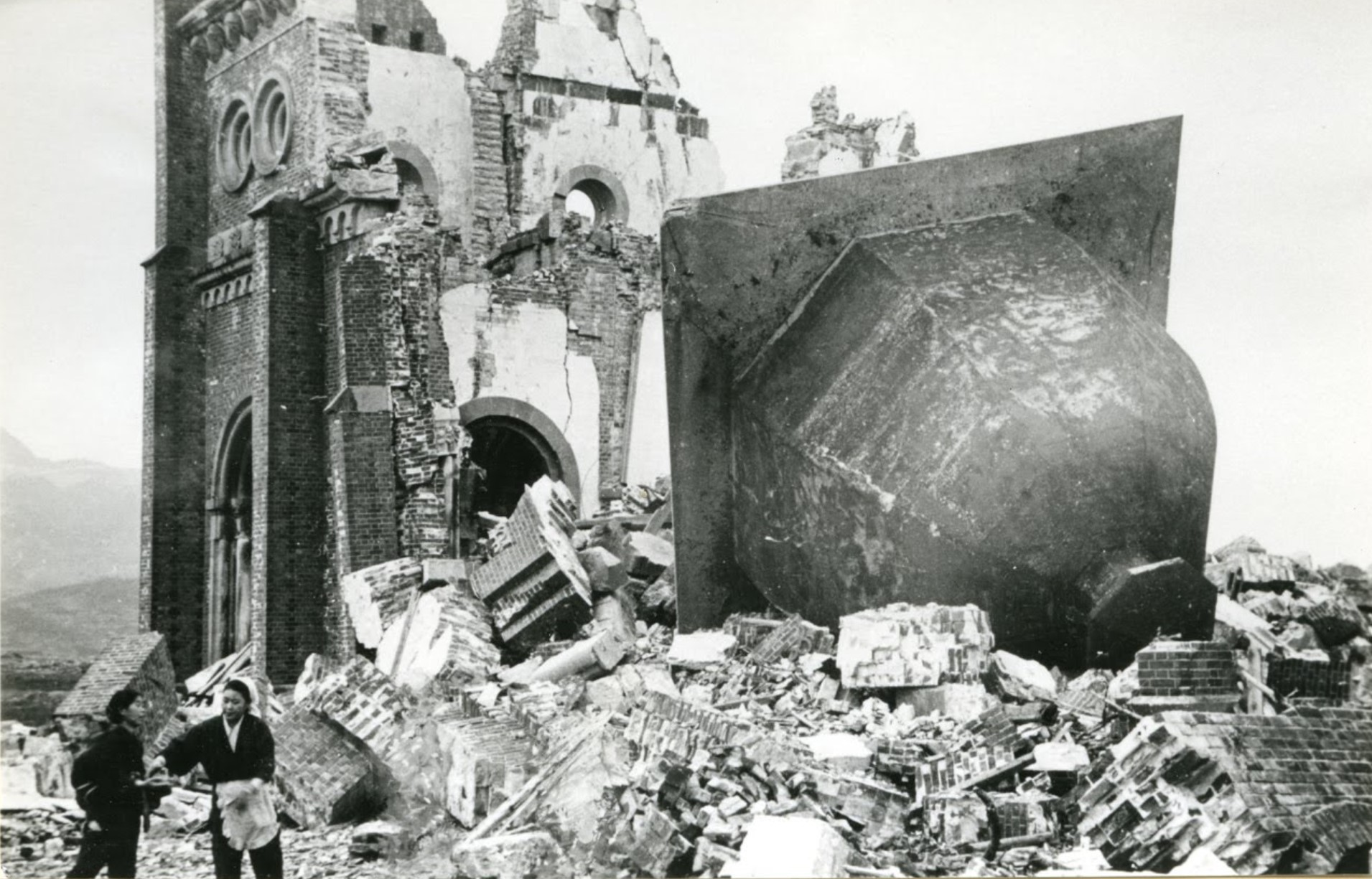
La chiesa di Santa Maria, distrutta dalla bomba atomica, con la cupola rovesciata

### XX secolo
Il 9 agosto 1945 Urakami fu l'epicentro dell'esplosione della seconda bomba atomica sganciata sul Giappone, tre giorni dopo quella di Hiroshima. 
La grande chiesa, completamente distrutta, venne ricostruita nel 1959 e divenne la cattedrale di Santa Maria.